# 安福槭
安福槭（学名：Acer shangszeense var. anfuense）为槭树科槭属下的一个变种。

## 扩展阅读
- 維基物種上的相關：安福槭